# Оперативно-тактический ракетный комплекс

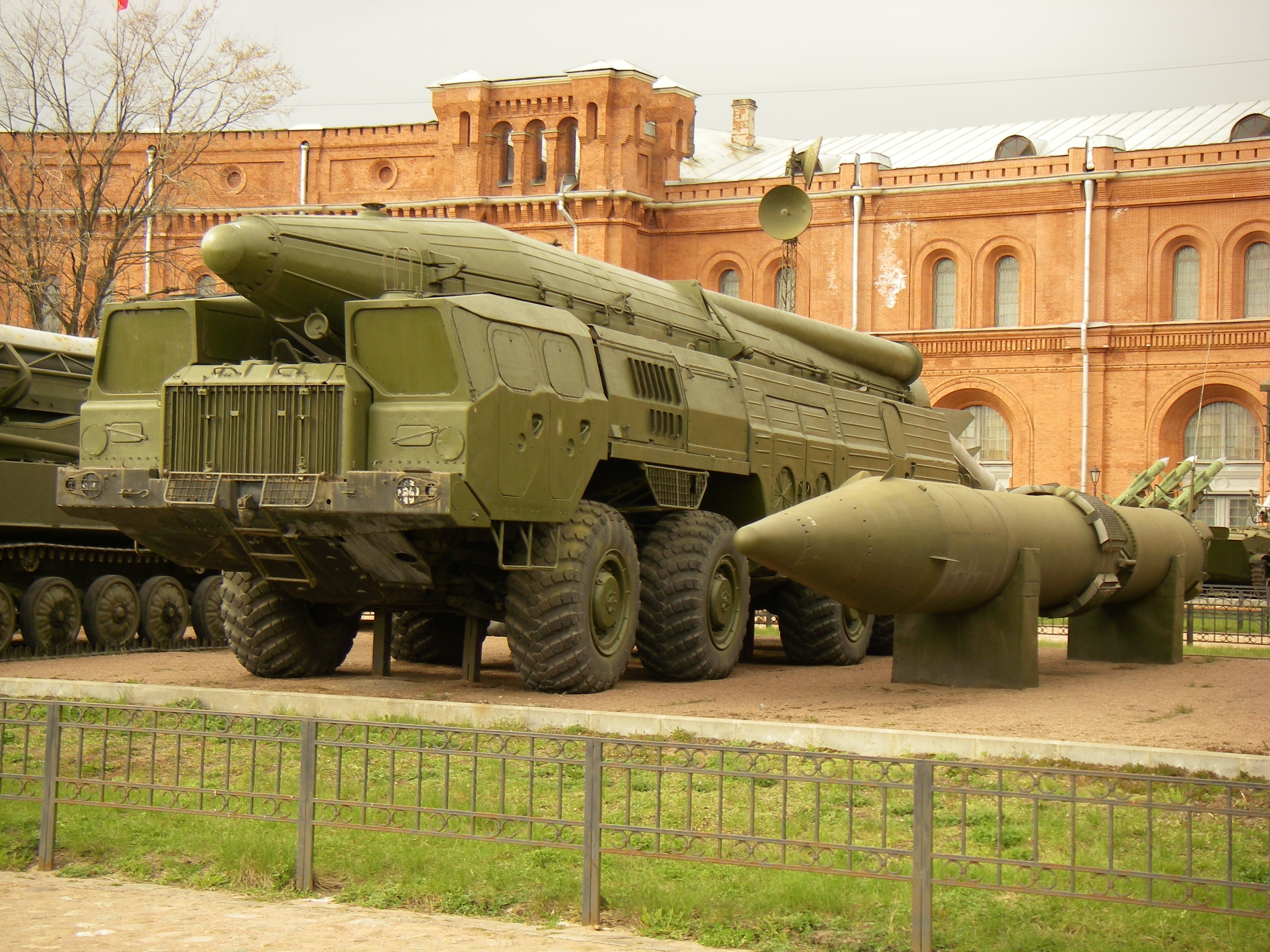
Пусковая установка 9П120 с ракетой 9М76 ракетного комплекса 9К76 «Темп-С» в Артиллерийском музее Санкт-Петербурга

Оперативно-тактический ракетный комплекс (ОТРК) — вид ракетного вооружения, предназначенный для поражения целей противника на оперативную глубину относительно линии фронта (до 500 км). Является промежуточной ступенью между тактическими (РСЗО) и стратегическими (БРМД) ракетными вооружениями. Термин применялся, главным образом, в советской и российской военной литературе, а также в странах, куда поставлялась советская военная техника. В США и странах НАТО традиционно употреблялся термин артиллерийские ракеты (англ. artillery rocket применительно к баллистическим ракетам и artillery missile к ракетам, оснащённым ИНС с корректируемой траекторией полёта).

## Элементы
Комплекс состоит из средства-носителя на самоходной или буксируемой платформе, оперативно-тактической ракеты на направляющей и возимого запаса ракет на транспортно-заряжающих машинах, прицепах или трейлерах, системы наведения, аппаратуры связи и обслуживающей аппаратуры.

## Советские и российские тактические и оперативно-тактические ракетные комплексы
Первые советские ТРК и ОТРК имели лишь ядерное боевое оснащение («8К14», «Луна», «Темп-С»), при этом точность их ракет была небольшой.
Первым ракетным комплексом, предусматривавшим оснащение ракеты неядерной боеголовкой, стал ТРК «Точка», принятый на вооружение в 1975 году. В последующем на его базе был разработан принятый на вооружение в 1989 году комплекс «Точка-У».
В 1979 году на вооружение был принят ОТРК «Ока». Однако заключение в 1987 году между СССР и США Договор по ракетам средней и меньшей дальности привело к ликвидации не только попадающего под действие Договора комплекса «Темп-С» с дальностью до 900 км, но и комплекса «Ока» с дальностью до 400 км.
В 2006 году на вооружение был принят новый российский ОТРК «Искандер».

## Применение
ОТРК активно использовались в ходе ряда локальных войн конца XX века, начала XXI века. Существует ряд международных договорённостей [каких?], ограничивающих характеристики оперативно-тактических комплексов.